# Eucoelogaster
Coelogaster leptostea, Coelogaster
Genre
Espèce
Synonymes
- Coelogaster Agassiz, 1835

Eucoelogaster est un genre fossile de poissons marins à nageoires rayonnées, mal connu, rattaché incertae sedis (de façon incertaine) à ordre des Gonorynchiformes (Anatophysi),, un taxon dont l'espèce actuelle la plus connue est le poisson-lait ou chano (Chanos chanos), la seule espèce vivante de la famille des Chanidae. Ce genre, anciennement Coleogaster, a deux espèces Coelogaster analis et Coelogaster leptostea référencées selon Paleobiology Database en 2023.

## Classification

### Historique
Une seule espèce est généralement rattachée au genre : Coelogaster leptostea, décrite par le paléontologue C. R. Eastman en 1905.
Une seconde espèce Coelogaster analis est attribuée à C. R. Eastman, 1905 selon le Muséum national d'histoire naturelle ou, selon Paleobiology Database (4 mars 2019), à L. Agassiz, 1835. Selon Paleobiology Database en 2023, aucune collection pour cette espèce n'est référencée.
Par ailleurs, un genre d'insectes coléoptères de la famille des Curculionidae porte le même nom : Coelogaster,.

### Découverte et datation
Les fossiles de Eucoelogaster et d'une autre espèce proche Chanoides macropoma, ne sont connus que sur le célèbre site paléontologique (Lagerstätte) du Monte Bolca sur la zone dite de « Pesciara », en Vénétie (Italie). Ils sont cependant relativement rares à la différence de la plupart des espèces de poissons de ce gisement fossilifère. Coelogaster leptostea a vécu dans les mers tropicales de l'océan Téthys, précurseur de la Méditerranée, au cours de l'Éocène inférieur (Yprésien), il y a environ entre 49 et 48,5 Ma (millions d'années),. 
L'environnement péri-récifal tropical de l'Éocène du Monte Bolca est sous influence à la fois côtière et de mer ouverte. Dans cet environnement, les fossiles ont été préservés dans des sédiments calcaires laminés, déposés dans une dépression à faible énergie, sous un environnement anoxique.

## Description
Eucoelogaster a un corps fusiforme, allongé, modérément comprimé, comme le chano actuel ; il parait cependant un peu plus petit, n'atteignant pas 1 mètre de long. Il est caractérisé par une nageoire caudale profondément fourchue.